# Jonathan Borlée
Jonathan Borlée (* 22. Februar 1988 in Woluwe-Saint-Lambert) ist ein belgischer Leichtathlet, der sich auf den 400-Meter-Lauf spezialisiert hat und über diese Distanz aktuell Inhaber des belgischen Landesrekordes ist. Sein Zwillingsbruder Kevin, seine ältere Schwester Olivia und sein jüngerer Bruder Dylan sind ebenfalls erfolgreiche Sprinter. Die vier Geschwister werden von ihrem Vater Jacques Borlée trainiert. Insbesondere mit der belgischen 4-mal-400-Meter-Staffel gewann er zahlreiche Medaillen bei internationalen Meisterschaften und zählt damit zu den erfolgreichsten Leichtathleten Belgiens.

## Sportliche Laufbahn
Erste internationale Erfahrungen sammelte Jonathan Borlée im Jahr 2005, als er bei den Jugendweltmeisterschaften in Marrakesch im 400-Meter-Lauf in 48,03 s den fünften Platz belegte. Im Jahr darauf belegte er bei den Juniorenweltmeisterschaften in Peking in 46,06 s Rang vier und gelangte mit der belgischen 4-mal-400-Meter-Staffel in 3:07,03 min den fünften Platz. 2007 schied er dann bei den Junioreneuropameisterschaften in Hengelo mit 49,79 s in der ersten Runde aus. Am 31. Mai 2008 lief er in der 4-mal-400-Meter-Staffel gemeinsam mit seinem Bruder Kevin, Cédric Van Branteghem und Kristof Beyens eine Zeit von 3:02,51 min. Damit unterbot das Quartett den 27 Jahre alten Landesrekord um über eine Sekunde, verpasste die Qualifikationsnorm für die Olympischen Spiele in Peking um eine Hundertstelsekunde. Kurze Zeit später steigerte sich die Staffel, in der Kristof Beyens durch Nils Duerinck ersetzt wurde, auf 3:02,13 min und schaffte damit die Qualifikation. Bei den Spielen belegte die belgische Staffel in der Aufstellung Kevin Borlée, Jonathan Borlée, Cédric Van Branteghem und Arnaud Ghislain den fünften Rang und erzielte mit ihrer Zeit von 2:59,37 min erneut einen Landesrekord. Im Einzelbewerb über 400 Meter erreichte er das Halbfinale und schied dort mit 45,11 s aus.
2009 gewann er als Student an der Florida State University die NCAA-Titel in der 4-mal-400-Meter-Staffel und im 400-Meter-Lauf. Mit einer Zeit von 44,78 s über die 400 Meter unterbot er den belgischen Rekord seines Bruders Kevin um eine Zehntelsekunde. Seine erste internationale Medaille sicherte sich Borlée bei den Hallenweltmeisterschaften 2010 in Doha. Die belgische 4-mal-400-Meter-Staffel belegte in der Aufstellung Cedric van Branteghem, Kevin Borlée, Antoine Gillet und Jonathan Borlée mit nationalem Hallenrekord 3:06,94 min den zweiten Rang hinter dem Team aus den Vereinigten Staaten. Im Juli verbesserte Borlée beim Meeting Areva in Paris seinen eigenen Landesrekord über 400 Meter eine Hundertstelsekunde auf 44,77 s. Damit reiste er als Führender der europäischen Jahresbestenliste zu den Europameisterschaften in Barcelona an. Dort unterstrich er im Halbfinale seine Favoritenrolle, als er seine Bestleistung auf 44,71 s steigerte. Im Finale belegte er jedoch überraschend in 45,35 s nur den siebten Rang. Der Titel ging an seinen Bruder Kevin. Zusammen mit diesem sowie Arnaud Destatte und Cédric Van Branteghem sicherte sich Jonathan Borlée in 3:02,60 min immerhin noch die Bronzemedaille in der 4-mal-400-Meter-Staffel hinter den Teams aus Russland und dem Vereinigten Königreich. 2011 gewann Borlée bei den Halleneuropameisterschaften in Paris in 3:06,57 min eine weitere Bronzemedaille in der Staffel hinter Frankreich und Großbritannien. Anschließend belegte er bei den Weltmeisterschaften in Daegu in 45,07 s den fünften Platz über 400 Meter und wurde mit der Staffel in 3:00,41 min Vierter. Im Jahr darauf gewann die belgische Staffel in der Besetzung Antoine Gillet, J. Borlée, Jente Bouckaert und K. Borlée in 3:01,09 min den Titel bei den Europameisterschaften in Helsinki und im 200-Meter-Lauf belegte er in 20,99 s den vierten Platz. Im Vorlauf bei den Olympischen Spielen in London lief er in 44,43 Sekunden einen neuen belgischen Rekord. Er gelangte dann auch bis in das Finale und klassierte sich dort in 44,83 s auf dem sechsten Platz und erreichte im Staffelbewerb in 3:01,83 min Rang fünf.
2013 belegte er bei den Weltmeisterschaften in Moskau in 44,54 s den vierten Platz und wurde auch mit der Staffel in 3:01,02 min Vierter. Anschließend wurde er beim Memorial Van Damme in 45,05 s Zweiter und gewann bei den Spielen der Frankophonie in Nizza mit der wallonischen 4-mal-100-Meter-Staffel in 39,58 s die Bronzemedaille hinter den Teams aus Kanada und Frankreich. Bei den IAAF World Relays 2014 auf den Bahamas siegte die belgische Mannschaft in 3:02,97 min im B-Finale und im August erreichte er bei den Europameisterschaften in Zürich das Finale über 400 Meter, konnte dort aber verletzungsbedingt nicht starten. 2015 siegte er bei den Halleneuropameisterschaften in Prag in 3:02,87 min und anschließend wurde er bei den World Relays in 2:59,33 min Dritter hinter den USA und den Bahamas und stellte damit einen neuen Landesrekord auf. Im August schied er bei den Weltmeisterschaften in Peking mit 44,85 s im Halbfinale aus und belegte im Staffelbewerb in 3:00,24 min den fünften Platz. Im Jahr darauf erreichte er bei den Hallenweltmeisterschaften in Portland in 3:09,71 min den sechsten Platz mit der Staffel. Im Juli schied er bei den Europameisterschaften in Amsterdam über 400 Meter mit 47,45 s in der ersten Runde aus und siegte mit der Staffel in 3:01,10 min. Anschließend kam er bei den Olympischen Spielen in Rio de Janeiro über 200 und 400 Meter mit 20,64 s bzw. 46,01 s jeweils nicht über den Vorlauf hinaus. Zudem wurde er im Staffelbewerb mit neuem belgischen Landesrekord von 2:58,52 min Vierter.
2017 erreichte er bei den Weltmeisterschaften in London das Halbfinale über 400 Meter, in dem er mit 45,23 s ausschied und mit der Staffel erreichte er in 3:00,04 min Rang vier. Im Jahr darauf gewann er bei den Hallenweltmeisterschaften in Birmingham mit neuem Hallenrekord von 3:02,51 min die Bronzemedaille hinter den Teams aus Polen und den Vereinigten Staaten. Im August gewann er dann bei den Europameisterschaften in Berlin in 45,19 s die Bronzemedaille über 400 Meter hinter dem Briten Matthew Hudson-Smith und seinem Bruder Kevin. Zudem verteidigte er im Staffelbewerb in 2:59,47 min den Titel. 2019 siegte er bei den Halleneuropameisterschaften in Glasgow mit 3:06,27 min mit der Staffel und wurde dann bei den World Relays in Yokohama in 3:02,70 min Dritter hinter Trinidad und Tobago und Jamaika. 2021 wurde er dann bei den Halleneuropameisterschaften in Toruń in 3:06,96 min Vierter mit der Staffel. Im Sommer nahm er an den Olympischen Sommerspielen in Tokio teil und verhalf dort sowohl der Männerstaffel als auch der Mixed-Staffel zum Finaleinzug. Im Jahr darauf verhalf er dem Team bei den Europameisterschaften in München zum Finaleinzug und trug somit zum Gewinn der Silbermedaille bei. 2023 belegte er bei den Weltmeisterschaften in Budapest in 3:13,83 min den fünften Platz in der Mixed-Staffel. 
In den Jahren 2006, 2011 und 2015 wurde Borlée belgischer Meister im 400-Meter-Lauf sowie 2012, 2013 und 2018 über 200 Meter. Zudem wurde er 2006 Hallenmeister im 200-Meter-Lauf.

## Persönliche Bestleistungen
- 200 Meter: 20,31 s (+0,7 m/s), 5. Mai 2012 in Lubbock
  - 200 Meter (Halle): 21,35 s, 27. Januar 2007 in Gent (belgischer U20-Rekord)
- 400 Meter: 44,43 s, 4. August 2012 in London
  - 400 Meter (Halle): 46,48 s 25. Februar 2015 in Metz

## Auszeichnungen
Jonathan Borlée und Eline Berings wurden in 2009 mit dem „Goldenen Spike“ als Belgiens beste Athleten ausgezeichnet.